# よくある話 〜喪服の女編〜
「よくある話 〜喪服の女編〜」(よくあるはなし〜もふくのおんなへん〜)は、柴咲コウの16枚目のシングル（RUI、KOH+名義含む）。2008年6月4日発売。発売元はNAYUTAWAVE RECORDS / ユニバーサルミュージック。

## 解説
柴咲コウ名義では前作「プリズム」から約1年振り、KOH+名義「KISSして」（福山雅治との期間限定コラボシングル）からは約半年振りとなる2008年第1弾シングル。作詞は今回も柴咲コウ本人が担当。東京スカパラダイスオーケストラのホーン隊がアレンジとミュージックビデオで参加している。

## 収録曲

### CD
1. よくある話〜喪服の女編〜
（作詞：柴咲コウ／作曲：Jin Nakamura／編曲：REO）
2. 風ゆらのうた
（作詞：FLAT5th Rico／作曲：FLAT5th 岡本弥紀／編曲：上杉洋史）
このシングルのみの収録となっている。
3. よくある話〜喪服の女編〜 （Backing Track）
4. 風ゆらのうた （Backing Track）

### DVD（初回盤のみ）
- よくある話～喪服の女編～（ミュージックビデオ）

## 収録アルバム
よくある話 〜喪服の女編〜
- 『Love Paranoia』
- 『KO SHIBASAKI ALL TIME BEST 詩』

## 試聴（公式）
- よくある話〜喪服の女編〜 （ミュージックビデオ） - YouTube